# 羅熱岩
羅熱岩（英語：Roget Rocks），是南極洲的岩石，位於葛拉漢地的丹科海岸，處於斯普靈角西南面7公里的休斯灣，由英國的醫生命名，現時由南極條約體系管理。